# Rolf Rüggeberg
Rolf Rüggeberg (ur. 4 marca 1907, zm. 6 grudnia 1979) – niemiecki oficer marynarki w stopniu komandor podporucznik (Korvettenkapitän).

## Życiosrys
Rüggeberg wstąpił do Reichsmarine w 1926 roku. Od stycznia do czerwca 1940 roku był instruktorem szkoleniowym w Akademii Marynarki Wojennej San Fernando w Kadyksie. Później był asystentem attaché marynarki wojennej w Madrycie do października 1940 roku, a od listopada 1940 do marca 1941 roku pełnił obowiązki attaché w Lizbonie .
Dopiero w kwietniu 1941 roku dołączył do sił U-Bootów i do sierpnia 1941 roku przeszedł standardowe szkolenie. Od sierpnia do listopada 1941 roku odbył staż dowódczy na U-107 (dowodzony przez Güntera Hesslera) jako Kommandantenschüler . W grudniu 1941 roku rozpoczął tzw. Baubelehrung (zapoznanie z budową i systemami U-Boota) w stoczni Deutsche Werft AG w Hamburgu na swoim własnym okręcie, U-513, który wszedł do służby 10 stycznia 1942 roku. Rüggeberg dowodził U-513 do 14 maja 1943 roku, wypływając na trzy patrole bojowe, podczas których spędził łącznie 159 dni na morzu. Zatopił trzy statki o łącznej pojemności blisko 20 000 BRT. Nie został odznaczony .
Po powrocie z trzeciego i ostatniego patrolu 14 kwietnia 1943 roku, U-513 spotkał się z jednym z bliźniaczych U-Bootów typu IX – U-526, dowodzonym przez kapitana marynarki Hansa Möglicha, gdy obie jednostki oczekiwały na trałowiec, który miał je eskortować do bazy w Lorient. Jako oficer starszy stopniem, Rüggeberg powinien płynąć jako pierwszy za trałowcem, lecz Mögllich, niecierpliwy po 63 dniach spędzonych na morzu, wysunął się przed Rüggeberga. Około jednej mili od portu, trałowiec opuścił U-Booty, aby samodzielnie wpłynęły do portu, kiedy U-526 wszedł na świeżo postawioną brytyjską minę, która rozerwała okręt na dwie części. Zginęły 42 osoby, w tym Mögllich, a przeżyło tylko dwunastu członków załogi, z czego dziewięciu było rannych. U-513 dopłynął do bazy nieuszkodzony .
Od czerwca 1943 roku do końca wojny Rüggeberg dowodził 13. flotyllą stacjonującą w Trondheim. Na początku lat 60. XX wieku był attaché marynarki wojennej w Londynie .